# Доу, Олег
Олег Доу (настоящее имя Олег Дурягин, род. 1983, Москва) — российский художник, известный благодаря своим крупноформатным портретам, обработанными до состояния масок. Так же занимается мелкой пластикой, видеоартом, затрагивая мотив борьбы, чаще всего, с самим собой.

## Биография
В 2006 году окончил Московский институт стали и сплавов по специальности «программирование в экономике». Искусством всерьёз занялся после окончания института.
Первая персональная выставка Олега состоялась в 2006 году в Le Simoun Gallery. Париж, Франция. А в 2007 году его персональные выставки проходили в Париже в Small&Co Gallery и MOMO & CO Gallery, а также в Лос-Анджелесе в Duncan Miller Gallery. Олег Dou с 2006 года участвовал в разнообразных групповых выставках и ярмарках современного искусства, среди которых только в 2008 году: Арт Москва, Art Dubai 2008, Art Brussels 2008, ARCO 2008 (Мадрид, Испания).
В 2007 году работы Олега DOU заняли 1 и 2 места престижного конкурса International Photography Awards (проект Nuns и проект Naked Faces соответственно), где он также был признан «Фотографом года в специальной категории». В том же году Олег DOU стал победителем International Color Awards в категориях «Фотография года» и «Fineart». Олег DOU является номинантом на Премию Кандинского.
В 2011 году сайт Artprice опубликовал рейтинг самых успешных фотографов до 30 лет, и Олег Доу занял в нём третье место. 

## Персональные выставки
- 2017 —  "Tell me net", Osnova gallery, Moscow
- 2017 — "Tell me net", RTR gallery, Paris
- 2016 — "Oleg Dou: Lonely Narcissus", Osnova gallery, Moscow
- 2016 — "Broken Mirror", Deborah Colton Gallery, Houston, Texas, United States
- 2015 — "Oleg Dou: Select Work", Deborah Colton Gallery, Houston, Texas, United States
- 2014 — "Mushroom Kingdom", Senda Gallery, Barcelona, Spain
- 2014 — "Mushroom Kingdom", RTR Gallery, Paris, France
- 2012 — "Oleg Dou: Selected Works", Deborah Colton Gallery, Houston, Texas, United States
- 2012 — "Tears, Toystory", Krasnodar Regional Museum of Arts, Krasnodar, Russia
- 2012 — «Чужое лицо». Мультимедиа Арт Музей, Москва.
- 2012— "Another Face", RTR, Paris, France
- 2012 — "Focus on Russia II", Deborah Colton Gallery, Houston, Texas, United States
- 2011 — "Cubs, Senda", Barcelona, Spain
- 2011— "Cubs", Espace Art 22, Bruxelles, Belgium
- 2011 — "Cubs", RTR gallery, Paris, France
- 2011 — "The Faces", BWA Gallery, Bialska, Poland
- 2010 — "Resent Works, RTR gallery, Paris, France
- 2010 — "Toystory", Flatland, Netherlands
- 2010 — "Toystory", Senda, Barcelona, Spain
- 2009 — "The Faces", Interalia, Seoul, South Korea
- 2009 — "Tears, Espace Art 22", Bruxelles, Belgium
- 2008 — "Toystory", Aidan gallery, Moscow, Russia
- 2007 — Small & CoGallery, Paris, France
- 2007 — Duncan Miller Gallery, Los Angeles, United States Espace Art 22, Bruxelles, Belgium
- 2007 — MOMO & CO Gallery, Paris, France
- 2006 — Le Simoun Gallery, Paris, France

## Групповые выставки
- 2017 — Elegance, RTR gallery, Paris
- 2016 — On behalf of baboushka, RTR gallery, Paris
- 2016 — All eyes on me, Pechersky gallery, Moscow
- 2013 — Am I beautiful, RTR gallery, Paris
- 2013 — Métamorphoses, Le Musee Lanchelevici, Louvain
- 2012 — Restart, Red October Gallery. Moscow
- 2012 — I am who I am, KIT Kunst im Tunnel, Düsseldorf
- 2012 — Ulsan International Photo Festival, Ulsan, Republic of Korea
- 2012 — Contemporary Photography: Russia, China, Czech & Slovak Republics, Allen Center, Houston
- 2012 — Perestroika Fotofest 2012 Biennial, Houston
- 2012 — FOTOFEST: Vignette Exhibition, Deborah Colton Gallery, Houston
- 2011 — Gevaarlijk Jong, Museum Dr. Guislain, Gent
- 2011 — F for Fake, Belvedere Palace, San Leucio
- 2011 — Smell, Colour, Chemestry, Art and Education,  Arts Santa Monica Museum, Barcelona
- 2010 — Atopia, Centre de Cultura Contemporània de Barcelona, Barcelona
- 2010 — inSPIRACJE, Szczecin
- 2010 — 20th anniversary of Barcelona art galleries association, Senda, Barcelona
- 2010 — Les Russes! Portrait photographique des années 1950 — 2010, Galerie Orel Art, Paris
- 2010 — L'exquis et l'obscur, Galerie D.X, Bordeaux
- 2010 — Russian Tales, Exprmntl Gallery, Toulouse
- 2009 — Surfaces, Aidan Gallery, Moscow
- 2009 — Smile project, Hasselt
- 2009 — Look me in the Eyes, RTR gallery, Paris
- 2009 — Su:mbisori, Jeju Museum of Art, Republic of Korea
- 2009 — Pingyao International Photography Festival, Pingyao
- 2009 — Seoul International Photo Festival, Seoul
- 2009 — Face. Image. Time, Ekaterina cultural foundation, Moscow
- 2008 — Kandinskiy Prize 2007, Moscow
- 2007 — Espace Art22, Brussels, White Fair
- 2007 — Naarden, FotoFestival Naarden

## Награды
- 2007 — лауреат международной премии International Photography Awards.
- 2008 — лауреат международной премии International Color Awards.
- 2009 — премия Arte Laguna Art Prize в номинации «Лучший молодой фотограф».